# Polina Fëdorova
Polina Aleksandrovna Fëdorova, o anche Polina Fedorova o Fyodorova (in russo Полина Александровна Фёдорова?; Čeboksary, 2 aprile 1996), è una ginnasta russa, vincitrice del titolo nazionale al corpo libero nel 2014, e membro della Nazionale di ginnastica artistica femminile.